# 네이버의 서비스
네이버의 서비스에는 다음과 같은 것들이 있다.

## 네이버 검색
디렉토리, 다이렉트 검색, 웹문서 검색, 지역정보 검색, 지도검색, 교통검색, 인물검색, 실시간 급상승 검색어 등을 제공한다. 과거에는 웹문서 검색시 5자 이상의 단어 중 일부는 띄어쓰기 자동 변환한 검색결과로 노출되었으나, 수익성이 맞지 않다는 지적에 따라 지금은 완료되었다. 편집자가 주로 등록하는 방식으로 사회적 이슈에 관해서는 많은 한글 검색결과를 제공하지만 그렇지 못한 부분은 검색이 떨어지고, 지나치게 상업적이라는 지적을 받고 있다. 네이버의 검색엔진의 특징은 자주 업데이트되는 데이터를 대상으로 짧은 색인주기(약 1달)를 바탕으로 약 300만개의 웹문서를 처리한다. 국내 검색서비스 중 가장 다양한 연산자(12가지)를 지원하며, 연산자 중 위치연산기능(proximity operation)이라는 것도 있다.

### 네이버 전문지식
특허, 지식시장, 지식레퍼런스를 제공한다.

## 네이버 지도
2025년 2월 한국 지도 서비스의 월간 활성 이용자수(MAU)는 네이버 지도가 2,650만명으로 1위이며 시장 점유율은 70%이다. 2위는 티 맵(37.6%, 1,436만명), 3위는 카카오 맵(27.6%, 1,057만명), 4위는 구글 지도(23.1%, 884만명)이다.
자동차 리서치 전문기관 컨슈머인사이트의 2024년 발표에 따르면 스마트폰 내비게이션 이용자 수 1위는 티맵으로 점유율 74%, 2위는 카카오맵으로 12%, 3위는 네이버지도로 7%이다. 구글지도는 한국에서는 지도 자료 해외 서버 반출 금지 조치로 차량 내비게이션 기능은 제공하지 않는다.

## 네이버 사전
백과사전, 테마백과사전, 영어사전, 영영사전, 국어사전, 한자사전, 일어사전, 중국어사전, 용어사전, 음악사전, 의약학사전, 단어장을 제공한다. 또한, 최근 프랑스어, 스페인어, 독일어, 베트남어, 인도네시아어, 몽골어, 러시아어 사전 베타 버전이 출시되었다.

## 개인화웹
메일, 주소록, 캘린더, MYBOX, 포토앨범, 가계부, 계좌조회를 제공한다.
- '네이버 MYBOX'는 네이버 한 계정당 무료로 개인의 파일을 저장할 수 있는 저장공간 30GB를 제공한다. (최근 개편되어 10GB에서 30GB로 변경)
- 포토앨범은 공개된 포토앨범에서 개인화로 된 포토앨범이다.

### 네이버 me
'네이버 me'는 네이버의 새로운 소셜홈으로서, 기존 PWE (Personal Web Environment, 개인화 웹)에서 제공하는 메일, 쪽지, 캘린더, 가계부, 계좌조회, 포토앨범, 주소록, N드라이브 서비스를 비롯해, 기존 커뮤니케이션 캐스트를 발전시킨 "모아보기" 기능 및 미니 캘린더, 미니 주소록, 미니 N드라이브 서비스, 그리고 메모 서비스와 미투데이, 블로그에 글을 쓰고, 메일, 쪽지, 문자를 보낼 수 있는 빠른 쓰기 서비스를 제공하였다. 서비스가 종료되었다.

## 네이버 지식iN
지식Q&A, 고민Q&A, 지역Q&A, 지식in 베스트, 지식iN에 묻습니다, 오픈사전, 등을 제공한다.
2002년 9월 1일부터 2002년 10월 6일까지 베타서비스를 거쳐서 2002년 10월 7일에 시작한 회원 간의 지식을 교류하기 위한 서비스로, Q&A의 경우 한 회원이 질문을 올리고 거기에 다른 회원이 답을 다는 것으로 지식을 주고 받는다. 오픈사전은 한 항목에 대해 글을 써서 올리면 운영자가 확인을 하고 걸러내어 사이트에 등록된다.
2004년 4월 13일 대대적인 리뉴얼을 개시한 네이버 지식iN은 네이버 오픈사전과 통합하였다.

## 네이버 뉴스
네이버의 뉴스 서비스이다. 뉴스 속보, TV뉴스, 포토뉴스, 날씨, 뉴스Poll, 핫이슈, 날씨 등을 제공한다.

## 쇼핑
전체상품 카테고리, 랭킹샵, 쇼핑어드바이스로 나뉜다. 여러 가지 등록된 물건들을 판매하는 서비스이다.
네이버페이
네이버 아이디로 다양한 쇼핑몰을 편리하게 구매할 수 있고, 안심하게 결제할 수 있다.
현재 4,789개의 가맹점이 가입되어 있고, 더 추가될 예정이다.

## 네이버 커뮤니티
카페, 블로그, 아이템팩토리 등을 제공한다.
- 네이버 블로그 : 네이버에서 제공하고 있는 블로그 서비스이며 CCL, RSS 기능도 설정되어 있다. 블로그닷미 서비스로 독자적인 도메인을 사용할 수 있다 현재 블로그닷미는 서비스가 종료되었다.
- 네이버 카페 : 네이버에서 제공하고 있는 인터넷 카페 서비스이다.
- 아이템 팩토리 : 블로그 스킨, 퍼스나콘, 음악을 구입할 수 있는 곳이다.

## 문화·오락
포토 갤러리, 만화, 영화, 뮤직, 뿜, 책을 제공한다.
- 포토 갤러리 : 누리꾼이 단순히 사진을 올려 다른 누리꾼과 대화한다. 자신이 직접 사진을 올리는 곳이며, 이와 비슷한 곳으로 포토앨범이 있다. 때마다 여러 미션을 내면서 누리꾼들이 수행하게끔 하고 있으며, 포토 및 글 작성자는 소박한 설명과 카메라 정보를 설명하기도 한다.
- 뿜 : 네이버 모바일에서 제공하는 서비스로, 누리꾼이 웃긴 글이나 이미지,만화 등을 올리거나 그려서 올리는 곳이다. 뜨는 유머, 뜨는 테마 등의 서비스가 있으며, 네이버 문화, 오락 부문 업데이트 시에는 뿜그림판과 이미지 놀이터를 신설했다. 또한 사람들이 직접 포토샵이나 연필 등을 이용해 그림을 그리기도 하며, 몇몇 사람들은 감동의 글을 올리기도 한다. 최근에는 뿜&톡이라는 새로운 서비스를 시작하였다.
- 웹툰: 네이버 홈의 한 사이트로, 웹툰 작가들이 만화를 그려서 보여주는 공간이다.
- 영화 : 운영자가 영화 정보를 올리고 누리꾼들은 평점과 명대사를 올릴 수 있다. 이 곳에서는 개봉 예정 영화나 현재 상영 영화등의 상영 정보를 제공해주며, '주말 극장가 프리뷰', '영화 현장을 가다' 등으로 영화에 대한 궁금증을 깨워 준다. 네이버 측에서 직접 영화 찰영 현장에 가서 배우와 인터뷰를 하는 등의 활동을 벌이고 그것을 동영상이나 글로 올린다. 주말 극장가 프리뷰는, 한 주일 동안 가장 좋은 영화를 선정하여 씨네21 등에서 활약하는 전문가가 해당 영화를 보고 자신의 생각을 쓴다. 그리고 그 프리뷰를 본 누리꾼에게 가장 기대되는 영화가 무엇인지 투표의 장을 만든다. 또한 시사회 정보를 미리 통지하기도 한다.
- 뮤직 : 운영자가 올린 대중음악이나 다른음악을 올려서 누리꾼들이 들을 수 있게 하는 곳이다.최신가요나 인기가요를 차트로 선정하기도 한다. 소리바다와 비슷한 성향으로 나타내며, 네이버 뮤직 Active X 설치 시에는 앨범 음악을 듣게 해준다. 또한 업데이트 시에는 MP3 플레이어 다운로드의 기회를 제공하기도 한다.
- 책 : 다양한 도서들을 찾을 수 있도록 여러 종류로 분류하였으며, 교보문고나 인터파크의 도서 구매 서비스와 흡사하다. 동화나 소설, 수필, 만화등이 수록되어 있으며, 책을 본 소감을 리뷰로 나타낸다. 또 책을 찜하거나 인터넷으로 구매할 수 있다. 이외에도 베스트셀러, 새로 나온 책, 본문보기 책, 오늘의 책을 제공한다.

## 네이버 생활
키친, 지도, 교통정보, 오픈캘린더를 제공한다.

### 네이버 금융
경제, 증권, 부동산, 재테크, 가계부, 통합계좌조회를 제공한다.

## 네이버 뮤직
네이버에서 운영하는 대한민국의 음악 스트리밍 웹사이트로 MP3 다운 및 스트리밍 서비스를 제공한다.
2020년에 네이버 바이브와 통합되었다.

## 네이버 툴즈
클리너, 메모, 미디어 플레이어, 툴바, 자료실, 북마크, 백신, 포토뷰어, 캡처, IE 최적화 등을 묶어서 제공한다. 네이버 자체에서 제작한 소프트웨어이다. 현재 서비스가 종료되었다.
네이버툴즈는 네이버 소프트웨어로 명칭을 변경하여 서비스 중이였으나 웹 환경이 변화하고 모바일 앱 시장이 급성장하면서 2021년 서비스가 종료 되었다. 종료된 서비를 대체하기 위해 다양한 업체에서 유사한 서비스를 만들었으며 그 중 하나는 네이버 소프트웨어 자료실 대체(앱바다)이다. 

## 해피빈
해피빈은 네이버에서 운영하는 기부단체이다.

## 네이버 게임
크레이지 아케이드, 메이플 스토리 등 타 사 게임을 네이버 아이디로 할 수 있게 NHN에서 채널링하는 서비스이다.
현재 서비스되는 게임들
- 피파온라인3
- 테일즈런너
- 모두의 마블
- 클럽오디션
- 메이플 스토리
- 디지몬 마스터즈
- 테트리스 스타
- 강철전기 C21
- 서든어택
- 킹덤파이즈
- 던전 앤 파이터
- 크라티카
- 파이터즈클럽
- 그랑 에이지
- 헤바 클로리아
- 기가 슬레이브
- 풍림화산
- 뇌천기
- 레전드 오브 소울즈
- 천존 협객전
- 불패온라인
- 삼국지략
- 포스: 시공의 수호자
- 아바 온라인
- 스페셜 포스
- 카트라이더
- 코미직 블레이드
- 사이퍼즈
- 카오스 온라인
- 네이비 필드
- 바람의 나라
- 티르 온라인
- 코어 온라인
- 테라
- 데카론
- 트리비아2
- 붉은 보석
- 웨렌 전기
- 창천 온라인
- 나이트 에이지
- 레이더즈
- 에다 전설
- 프리스타일
- 마구: 감독이 되자
- 야구의 신
- 샷 온라인
- 골프스타

## 네이버 랩
네이버가 시행할 서비스를 시험적으로 이용해 볼 수 있는 곳이며 현재 다음과 같은 서비스를 제공한다.
- 모질라 파이어폭스3 네이버 익스텐션 : 파이어폭스용 부가기능과 테마를 제공(최근 버전과는 호환되지 않는다.)
- SE 검색 : 검색결과를 텍스트 위주로 가볍게 구성하고, 빠른속도로 제공하는 네이버 통합검색의 심플 버전
- 언어변환기 : 발음을 입력하면 이와 유사한 영어단어 및 일어, 중국어 병음 표기 등을 찾아주는 기능이다.
- 자동 띄어쓰기 : 한글로 된 문장 또는 글을 입력하면, 글 단위 또는 문장 단위로 자동으로 한글 띄어쓰기를 실행한 결과를 제공하는 기능이다.
- 긍정부정 검색 : 블로그 검색결과 중 리뷰 및 후기 등에 해당하는 문서를 대상, 개별 문서들의 텍스트를 추출, 사용자의 선호도를 판독하여 제공하고 있다.
- 한국영화 사회망 : 같은 영화에 출연한 배우,같은 배우가 출연한 영화로 구성된 한국 영화 사회망을 분석하여 시각화하는 기능이다.
- 뉴스 클러스터링 : 뉴스 검색결과에서 검색 대상 문서의 텍스트를 분석한 후, 유사한 뉴스군을 자동 클러스터링하여 검색결과로 제공하는 기능
- 이미지문자인식(OCR) : 스캐닝한 이미지 문서에 포함된 폰트로 편집 가능한 텍스트로 변환하는 기능

## 오픈캐스트
오픈캐스트(Opencast)는 포털 사이트 기존에 '요즘 뜨는 이야기' '생활의 발견' '감성지수 36.5' 등의 흥밋거리와 생활 정보를 제공하던 초기 화면 하단의 박스를 이용자에게 개방하여 네이버측에서 제공하던 기존 정보와 다르게 이용자 스스로 다양한 컨텐츠들을 초기 화면에 하단 박스를 이용하여 공유하게 할 수 있는 메타블로그 시스템이다. 네이버가 현재 특허를 출원 중이고, 2009년 4월 9일 베타테스트를 종료하고 정식 서비스를 제공하고 있다.

## 네이버 개발자 센터
네이버의 서비스를 이용할 수 있는 OpenAPI를 제공하고, 네이버에서 진행 중인 오픈소스 프로젝트들이 공개되고 있다.

## 쥬니어네이버
어린이용 컨텐츠를 주로 다루는 하위 사이트로, 쥬니버라고도 한다. 현재의 네이버가 탄생한 날짜인 1999년 6월 3일에 네이버와 동시에 서비스를 시작하였다. 캐릭터는 '쥬니와 친구들'이며 슬로건은 '날개달린 상상'이다. 14세 미만 회원을 주요 대상으로 삼고 있으며, 다양한 게임과 동요 등 어린이들을 위한 서비스를 제공한다. 또한, 계절이나 주요 명절때 배경화면이 바뀌는 일도 있다. 쥬니어네이버는 학습에 도움이 되는 서비스와 여가 서비스를 주로 운영하며, 여름방학이나 겨울방학 기간에는 숙제 도우미를 서비스하기도 한다. 쥬니어네이버는 2025년 5월 27일 오후 3시부로 서비스를 종료했다.

## 같이 보기
- 네이버
- 네이버 (기업)